# Creu de terme d'Algerri
La Creu de terme d'Algerri és una obra d'Algerri (Noguera) inclosa a l'Inventari del Patrimoni Arquitectònic de Catalunya.

## Descripció
Creu de pedra, de secció octogonal i muntada sobre una base també octogonal. No mostra cap mena de decoració, només algunes inscripcions.

## Història
Aquesta creu està situada davant d'una casa, tot i que originàriament es trobava emplaçada a l'entrada del poble. La seva datació podria correspondre al segle xvii, tot i que no és clar que sigui l'originària.